# دهستان زازران
شهر زازران نام شهری در بخش قهدریجان شهرستان فلاورجان استان اصفهان ایران است.

## جمعیت
براساس سرشماری مرکز آمار ایران در سال ۱۳۸۵، جمعیت آن ۲۱۹۱۳ نفر (۵۶۴۷ خانوار) بوده‌است.